# Rjukan
Rjukan (em norueguês: [ˈrʉːkɑn]) é uma cidade e o centro administrativo do município de Tinn, em Telemark, na Noruega. Ela está situada na Vestfjorddalen, entre Møsvatn e o Lago Tinn. Seu nome origina-se das Quedas de Rjukan, a oeste da cidade. O conselho municipal de Tinn concedeu o status de município de Rjukan em 1996. A cidade tem  cerca de 3386 habitantes (est. jan. 2007).

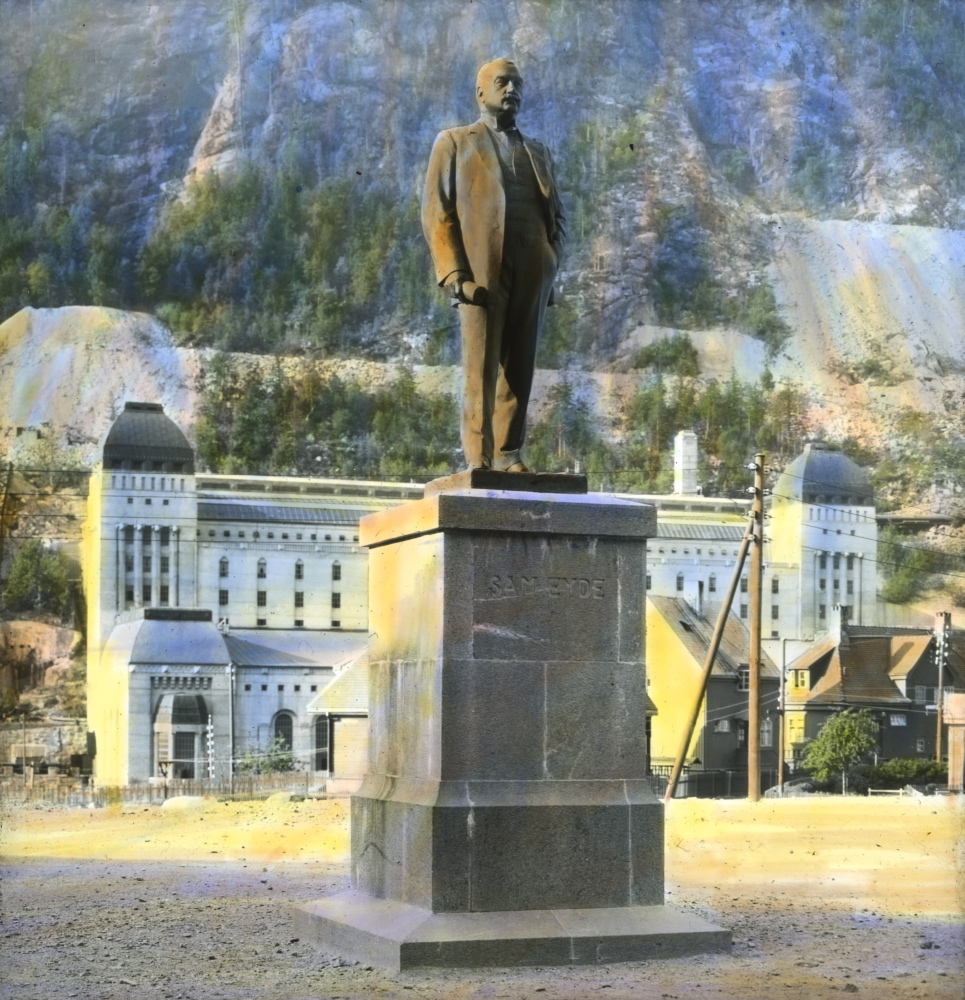
Monumento a Sam Eyde

Rjukan era antigamente um centro industrial significado em Telemark, e a vila foi estabelecida entre 1905 e 1916, quando a Norsk Hydro começou a produzir nitrato de cálcio (um fertilizante) ali. Rjukan foi escolhida porque a Queda de  Rjukan, uma cachoeira de 104 metros de altura, provia um meio simples de gerar grande quantidade de eletricidade. O responsável pela ideia de utilizar o potencial da queda d'água foi Sam Eyde, fundador da Hydro. Estima-se que ele, juntamente com a A/S Rjukanfoss (posteriomente Norsk Hydro), gastou o dobro do orçamento nacional norueguês para construir Rjukan.
Em 1934 a Norsk Hydro construiu aquela que à época era a maior usina de geração de energia do mundo em Vemork em Rjukan, e com ela uma usina de hidrogênio. Um subproduto da produção de hidrogênio através da eletrólise é a água pesada. Foi o futuro ganhador do prêmio Nobel Odd Hassel que disse à Norsk Hydro que eles de fato estavam produzindo água pesada. A Norsk Hydro foi gerida pelos alemães durante a Segunda Guerra Mundial, tendo sido sabotada múltiplas vezes pelo movimento de resistência norueguês e pelos Aliados.
Após 1960, a maior parte da produção de nitrato de cálcio em Rjukan foi transferida para as fábricas da Norsk Hydro em Herøya (Porsgrunn).

## Igreja de Rjukan

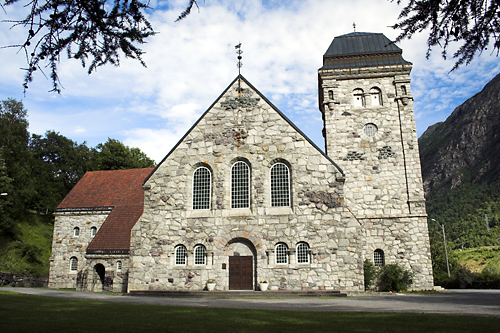
Igreja de Rjukan

A igreja de Rjukan (Rjukan kirke) foi construída com pedras com uma torre e a entrada no lado sudoeste. A igreja foi consagrada em 21 de dezembro de 1915. O prédio foi projetado pelos arquitetos Carl e Jørgen Berner com uma planta cruciforme. A imagem no altar veio em abril de 1917 e foi pintada por Bernhard Folkestad. As sete janelas na base têm vitrais produzidos por Torvald Moseid.

## Turismo
Rjukan possui uma longa história relacionada ao turismo, que conta mais de um século. As Quedas de Rjukan são uma atração conhecida na Noruega, tendo sido retratadas por vários artistas famosos. A área e propícia para a prática do esqui e a cidade é um ponto de partida para caminhadas no planalto de Hardangervidda. Na década de 1860, Krokan na cachoeira de Rjukan foi a primeira cabana estabelecida pela  Norwegian Mountain Touring Association's (DNT). Após a queda d'água ter sido aproveitada para geração de energia hidrelétrica a cabana foi vendida. Na atualidade ela foi reaberta, situando-se na estrada principal que vai de Rjukan (Tinn) a Vinje. Posteriomente, Rjukan tornou-se famosa pela prática de  escalada no gelo. A temporada é longa, indo de novembro a abril, com várias cachoeiras.
Entre setembro e março, Rjukan permanece na sombra das montanhas, não recebendo qualquer iluminação solar. Em 2013, ao custo de cinco milhões de coroas norueguesas, grandes espelhos foram colocados na encosta da montanha para iluminar a praça da cidade.

## Galeria

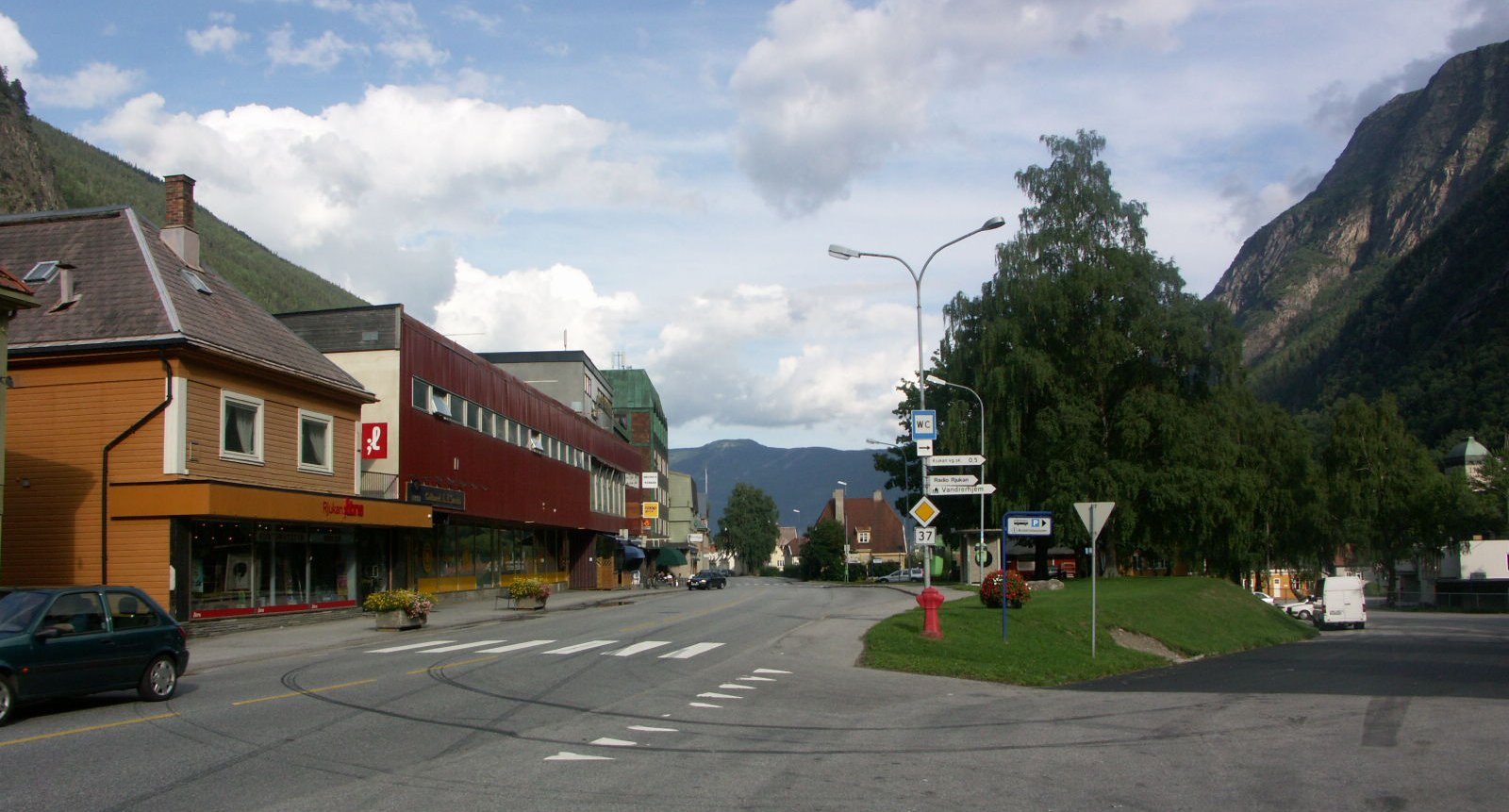
Parte central de Rjukan, ensanduichada entre encostas altas e íngremes
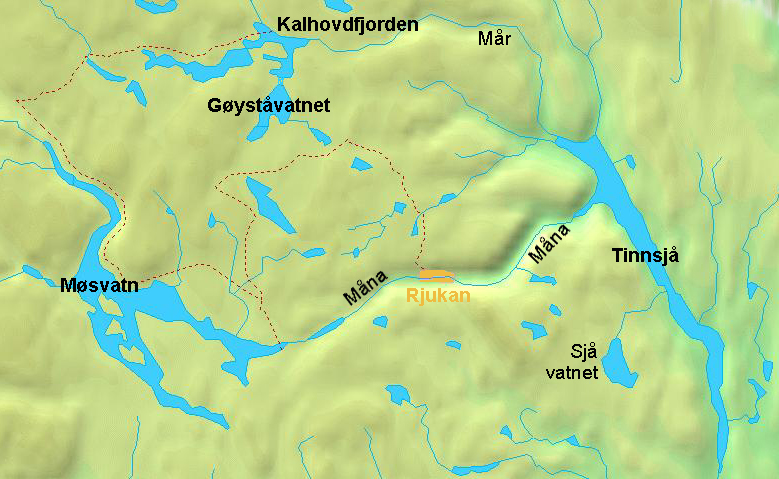
Mapa mostrando a posição de Rjukan entre os lagos Møsvatn (oeste, a montante) e Tinn (leste)
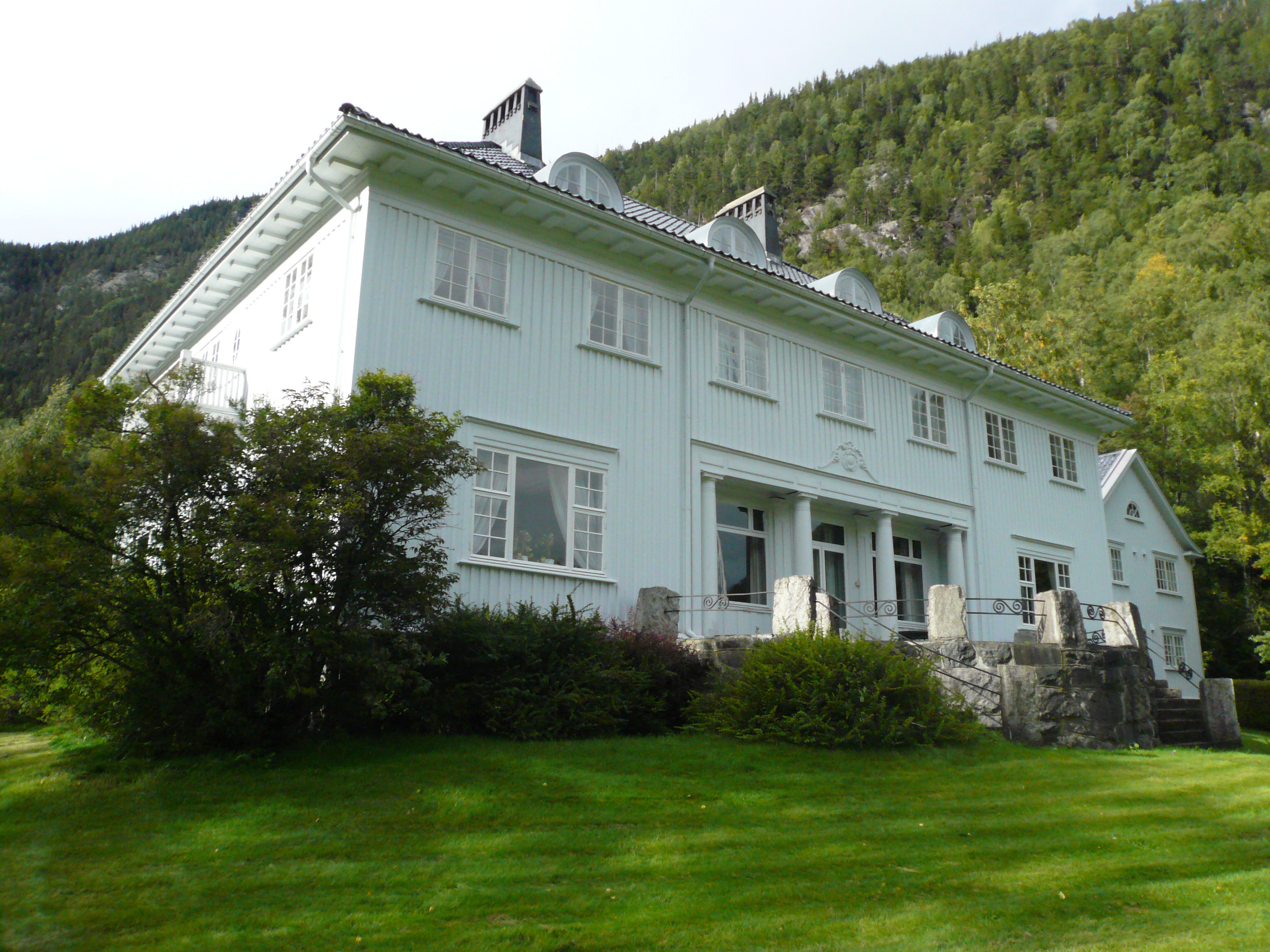
Edifício da Norsk Hydro Administration
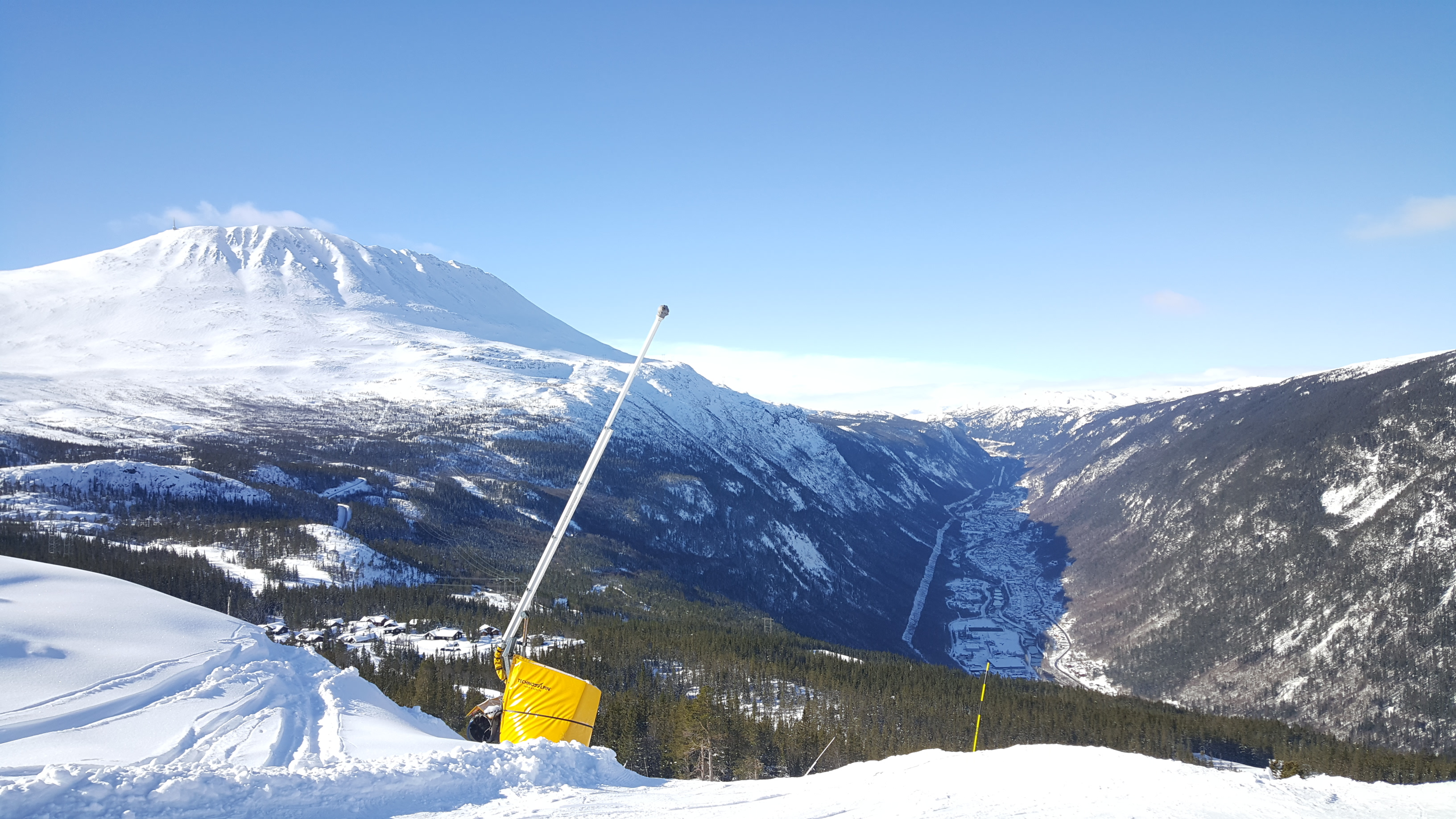
Rjukan permanece em sombra constante durante o inverno. Imagem tirada da estação de esqui de Gausta.